# Peter Christian Hauberg
Peter Christian Hauberg, född 29 september 1844, död 11 november 1928, var en dansk numismatiker.
Hauberg blev assistent 1885, inspektör 1887 och administrerande inspektör vid Nationalmuseets mynt- och medaljsamling. Haubergs olika verk om Danmarks myntväsen fram till 1841 var banbrytande på sitt område och behöll länge betydelse för forskningen. Bland hans arbeten märks främst Myntforhold og Udmyntninger i Danmark indtil 1146 (1900), Danmarks Myntvæsen og Mynter 1241-1377 (1885), Danmarks Myntvæsen 1377-1481 (1900), Gullands Myntvæsen (1891) och Skandinaviens Fund af romersk Guld og Sølvmynt før Aar 550 (1895). Hauberg sammanbragt en synnerligen värdefull samling av danska mynt, som såldes 1929.

## Utmärkelser
- Riddare av Dannebrogorden,  1898[2]
- Dannebrogsmännens hederstecken,  1920[2]

[Redigera Wikidata]